# Battaglia di monte Piana
(tenente Antonio Meneghetti)
La battaglia di monte Piana fu una lunga e sanguinosa serie di scontri avvenuti sulla sommità dell'omonimo monte facente parte del massiccio delle Dolomiti di Sesto.
Tra il 1915 e il 1917 si consumarono alcuni dei più violenti scontri tra soldati italiani e austro-ungarici che per ben due anni lottarono sulla sommità pianeggiante di questo monte.
Fu uno dei teatri più sanguinosi e statici di tutta la guerra, e nonostante la superiorità di uomini del Regio Esercito, i comandi italiani non furono in grado di conquistare le postazioni dominanti sul monte occupate dagli austriaci, sia per la superiorità delle posizioni difensive nemiche che per errori tattici in una guerra nuova e insolita in alta montagna.

## Premesse
Sebbene l'Italia fosse un membro della Triplice Alleanza con Austria-Ungheria e Germania, non entrò in guerra nell'agosto 1914 sostenendo che nessuno dei suoi alleati era stato attaccato direttamente. L'Italia aveva inoltre una forte rivalità con l'Austria-Ungheria che risaliva al congresso di Vienna del 1815, dopo le guerre napoleoniche, quando città a maggioranza italiana vennero cedute all'Austria.
I confini stabiliti dopo la guerra del 1866 avevano in quasi tutti i casi favorito gli austriaci, il confine prevalentemente montuoso, che nella sua parte occidentale corrispondeva quasi ovunque con l'attuale limite amministrativo della regione Trentino-Alto Adige avvantaggiava gli austriaci che si trovavano ovunque in una situazione di vantaggio geografico, in quanto si trovavano in posizione sopraelevata rispetto agli italiani. Diversa però fu la situazione a monte Piana, dove permaneva l'antica frontiera fra il Tirolo e la Repubblica di Venezia, sancita da cippi sul tavolato sommitale del monte; questo era quasi per intero territorio italiano che penetrava in territorio austriaco formando un cuneo puntato verso Dobbiaco. Gli austriaci dal canto loro si pararono da tale minaccia trasformando il monte Rudo in una fortissima posizione di artiglieria completata dalle batterie posizionate sul col di Specie (sopra Pratopiazza) e sulla torre dei Scarperi, in grado di tenere il pianoro di monte Piana interamente sotto tiro.
Allo scoppio del conflitto tra Italia e Austria-Ungheria il monte Piana si trovò in mezzo ad un fondamentale crocevia, che se conquistato avrebbe portato le truppe italiane ad entrare a Dobbiaco, e quindi poter dirigersi verso Brunico o addirittura Lienz.
La tranquillità di questo monte fu infranta già nei primi giorni di guerra, quando monte Piana si svelò per quello che era nella visione strategica del conflitto, un gigantesco monte spianato alla sommità, di quello che all'inizio del XX secolo era uno dei nodi cruciali del fronte dolomitico orientale, che se sfondato avrebbe portato direttamente in val Pusteria e ferrovia, nodo vitale delle comunicazioni austriache.

## La guerra su monte Piana

Effetti dell'artiglieria italiana su un albergo a Carbonin

Il 23 maggio alle 19.00 l'Imperial-Regio ufficio postale di Landro venne informato telefonicamente che l'Italia aveva dichiarato guerra all'Austria-Ungheria. Nella notte le sentinelle austriache abbandonano i loro posti lungo la sommità nord del monte Piana per portarsi a valle nelle linee difensive, e nel contempo distrussero tutti i sistemi viari. Lo stesso fanno gli italiani la mattina del 24 maggio, quando gli alpini diedero fuoco alla Piano-Hütte, costruirono trincee lungo l'orlo meridionale e mandarono un plotone nei pressi della piramide Carducci, che costituiva il posto italiano più avanzato.
I primi morti italiani sul fronte del Cadore furono 2 alpini della 67ª compagnia, che intorno alle 8 e mezza del 24 maggio furono colpiti da una granata sparata dalla batteria austriaca di Croda dei Rondoi. Tutti gli alpini, liberi dal servizio, si precipitarono nei grandi alberghi della zona, in cerca di spie; nella cabina del Grand Hotel trovarono però solo un migliaio di bottiglie dei migliori vini europei, dei quali peraltro fecero strage (in verità il vino venne pagato con un mese di paga dagli ufficiali alpini, più il contributo degli ufficiali).
Il 27 maggio gli austriaci trasportano sul passo Grande dei Rondoi un obice che iniziò subito a battere il Piana. In quei giorni la linea di monte Piana che andava dalla piramide Carducci allo strapiombo sul Vallon dei Castrati, era presidiata dagli alpini che effettuarono continue perlustrazioni in val Popena e val Rimbianco mentre il 1º giugno due nuclei di zappatori diede fuoco alla caserma Rienza e con la gelatina interruppero il sentiero che dal paese presidiato dagli austriaci a ovest di monte Piana, Carbonin, portava a Forcella dei Castrati.
Da parte austriaca il nuovo arrivato feldmaresciallo Ludwig Goiginger, comandante della divisione Pustertal, richiese l'invio di rinforzi per un'azione sul monte Piana, del quale aveva già riconosciuto la fondamentale importanza strategica. Non bisognava permettere agli italiani di insediarsi stabilmente sul monte, fortificandolo e trasportandovi artiglierie a sufficienza, per aprire il tanto agognato passaggio fino a Dobbiaco, così Goiginger, dispose una prima azione da compiersi nella notte fra il 6 e 7 giugno.

### Attacco austriaco del 7 giugno 1915
Il 7 giugno, in preparazione all'attacco, l'artiglieria austriaca iniziò a bersagliare le postazioni degli italiani già dalle 4 del mattino del giorno. Nel silenzio di una notte di maltempo, due gruppi d'assalto di Standschützen salirono lentamente verso la sommità piatta del monte, il primo gruppo assalitore partito da Carbonin sotto la guida del sottotenente Wilhelm Bernhard era il più numeroso, arrivò nella conca occidentale verso le 5,30 e col favore delle tenebre neutralizzò rapidamente le prime sentinelle, e in breve tempo si scatenò un tremendo parapiglia, i rinforzi italiani non tardarono e dal vicino presidio italiano accorsero gli uomini della 268ª compagnia alpini. Intanto sopraggiuse anche il secondo reparto di assalitori che arrivava da Landro, dando un contributo decisivo all'attacco a favore degli austriaci.
Gli scontri furono accaniti soprattutto attorno alla piramide Carducci. Gli austriaci riuscirono a penetrare nelle trincee italiane, ma subirono il contrattacco degli alpini con i plotoni dei sottotenenti Giuseppe De Pluri e Antonio De Toni che trovano entrambi la morte assieme ad altri 100 uomini.
Con l'arrivo della luce del giorno le truppe italiane, stanche e decimate, sospinte dagli austriaci nella parte più meridionale del tavolato, furono aiutate dall'artiglieria posizionata a Longeres che riuscì così ad arrestare l'attacco nemico e soprattutto l'afflusso dei rinforzi; alle 14.00 il comando austriaco, preoccupato dal numero delle perdite dovute ai tiri dell'artiglieria italiana, ordinò di ristabilire la linea del fronte sul pianoro nord; in posizioni che durante la guerra non saranno mai conquistate dagli italiani. Dopo poche ore gli italiani ritornano in possesso del pianoro sud senza colpo ferire. Di rinforzo viene inviata una compagnia e una sezione mitragliatrici del 56º Fanteria

### Le posizioni si consolidano: giugno - luglio 1915

Spettacolare via d'accesso italiana da Rienzo alla sommità di monte Piana

Dal giorno successivo gli austriaci iniziano a scavare profonde trincee con filo spinato, nonostante la guarnigione fosse esposta alla pioggia, al freddo e alla fame, dato che i rifornimenti non arrivavano in quanto le strade di collegamento del fondovalle erano battute dalle artiglierie italiane che disperdevano le file di portatori.
Lo schieramento italiano si era così consolidato sulle seguenti posizioni:
- sottosettore val Boite (lungo il rio Felizon): due battaglioni di fanteria in linea ed uno di riserva presso il comando reggimentale a Majon di Valgrande;
- sottosettore valle Ansiei (dalla Val Popena Alta al Vallon dei Castrati): un battaglione di fanteria in Val Popena, uno su Monte Piana, uno di riserva a Forcella Bassa, tra Col delle Saline e Col della Selva, con il comando reggimentale a Misurina;
- Vallon dei Castrati a forcella Giralba: un battaglione di fanteria da Val Rimbianco a Forcella Col di Mezzo, uno in regione Cengia e Giralba, uno di riserva presso il comando reggimentale a Casoni Crogera.

Gli italiani inoltre, dopo la lezione del 7 giugno, in modo da impedire agli austriaci l'accesso a monte Piana per il Vallon dei Castrati, inviarono uomini a sbarrare la Val Rimbianco all'altezza della Caserma omonima (tra il Sasso Gemello e le Forcellette). La condotta austriaca, nonostante alcuni attacchi italiani sanguinosamente respinti, non mutò, la cura principale era dedicata alla difesa, ma non erano disdegnate puntate offensive e tiri di artiglieria. La notte del 15 giugno, una pattuglia austriaca, infatti, avvicinandosi all'alba a Forcella Giralba sparò contro una vedetta italiana, il fante Ricciuti, che benché ferito riuscì a trattenere gli austriaci fino all'arrivo dei rinforzi.

### Il primo attacco italiano

#### Preparativi
Il comando italiano fu eccessivamente prudente nelle prime settimane di guerra, e non colse l'occasione di sfruttare lo sfaldamento delle linee austriache poco fornite e mal difese. Così dopo un lungo periodo di inutile stasi si decise di attaccare solo dopo l'arrivo di un numero sufficiente di pezzi d'artiglieria. Questa superiorità numerica, fu vanificata da questo periodo di attesa, che permise ai difensori, di consolidare in modo decisivo le postazioni di difesa. Il generale Ottavio Ragni emise l'ordine d'operazioni che prevedeva l'attacco in forze contro gli sbarramenti di Landro e Sesto; con il supporto delle batterie così ripartite:
- Artiglieria della IV Armata

| Cortina Nord                  | Passo Tre Croci             | Val Padola                    | Supplementari                                               |
| 1 batteria di obici da 149    | 1 batteria di obici da 305  | 2 batterie di mortai da 210   | batterie da montagna a Longeres e Lavaredo                  |
| 1 batteria di mortai da 210   | 1 batteria di obici da 280  | 1 batteria di cannoni da 149A | 3 batterie campali in Val Popena                            |
| 1 batteria di cannoni da 149A | 1 batteria di obici da 149A | 1 batteria di cannoni da 149G | pezzi da campagna a Longeres                                |
|                               |                             |                               | 6 batterie campali tra i Colesei e Col Rosson (zona Carnia) |

Dati presi da:
L'attacco fu affidato alla brigata Marche, a una compagnia del battaglione Pieve di Cadore con il compito di attaccare le postazioni in cresta e a un battaglione della brigata Como, con il compito di aggirare le postazioni austriache passando da Carbonin. Ma le opere difensive austriache in cresta sul Piana, assunsero la maggior attenzione del comando italiano, furono i fanti agli ordini del maggiore Angelo Bosi a dover attaccare queste opere. L'attacco si sarebbe svolto lungo tre direttrici, la direttrice principale, divisa in 4 plotoni, diretta verso le opere e i trinceramenti, la colonna destra diretta su Landro e la colonna sinistra diretta verso Rautchkofel. Da parte austriaca la difesa del monte Piano era affidata ad un battaglione di Landesschützen e ad un battaglione dell'Alpenkorps; il giorno 19 salirà sul monte anche un battaglione di Kaiserjäger.

#### L'attacco
Alle 5 del 15 luglio iniziò un incessante fuoco d'artiglieria verso le postazioni austriache, di monte Piana e della piramide Carducci. Tre ore dopo un razzo lanciato da villa Loero su colle S. Angelo, diede il segnale per lo scatto della fanteria, appena gli uomini mettono piede fuori dalle trincee, ad attenderli ci fu la reazione dell'artiglieria austriaca, che provocò 13 morti italiani, e un centinaio di feriti leggeri. Verso le 13 una compagnia di Alpini lungo la direttrice principale, arriva alla piramide Carducci trovata sgombra e inizia a trincerarsi, non potendo più muoversi verso le opere austriache, dopo aver preso comunque Vallon dei Castrati.
La mattina seguente, si decise che a mezzogiorno, la 9ª e la 11ª compagnia avrebbero attaccato per coprire i 400 metri di distanza che dividevano le due linee nemiche, ed espugnare le trincee austriache. Quando le due compagnie saltarono fuori dai ripari, furono accolte da un fitto concentramento di artiglieria che le costrinse a rallentare di molto l'avanzata e quando giunsero presso la Forcella dei Castrati, erano già notevolmente ridotte in slancio ed organico, cosicché non fu possibile espugnare le linee austriache.
Per cinque giorni si susseguirono attacchi sulle tre direttrici, tanto sanguinosi quanto inutili, si riuscì a scacciare gli austriaci dal pianoro meridionale e a conquistare Forcella dei Castrati, ma non l'importante e strategico margine nord del monte, che rimase inespugnato nonostante ripetuti attacchi. Solamente l'ultimo giorno di attacco, il 20 luglio, le cifre italiane parlano di 104 morti, 578 feriti e 151 dispersi, nella maggior parte disintegrati dall'artiglieria nemica. Il 17 luglio persero la vita anche il Maggiore Bosi e il capitano Gregori.

### L'azione del gen. Luca Montuori

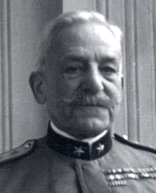
Il generale Luca Montuori.

Dopo l'attacco italiano, le truppe austriache si trovarono con delle postazioni distrutte e inutilizzabili, la ricostruzione era possibile solo nelle ore notturne, e la cronica mancanza di rifornimenti peggiorava la situazione. Nelle postazioni italiane la "Umbria" andò a sostituire la "Marche" nelle posizioni dalla Val Popena alla Croda dell'Arghena, mentre la "Marche" si ritirò tra Somprade e Auronzo di Cadore, all'imbocco della Val Marzon.
E sfruttando questo momento di debolezza del nemico, il generale Luca Montuori, il 2 agosto con la sua divisione tentò l'assalto al bastione difensivo dello sbarramento di Sesto, con azioni dimostrative sul monte Paterno, monte Piana e val Boite.
L'azione principale riuscì ad impadronirsi della vetta del Monte Rosso, ma poi fu costretto a ripiegare, mentre l'azione sui monti più alti, dal Paterno verso il Bacher, non ebbe alcun esito. La terza operazione fu eseguita dalla brigata Umbria su monte Piana, con lo stesso concetto operativo, con tre direttrici come l'attacco precedente, ma dando maggior peso alla direttrice di Val Popena. Qui infatti venne destinato tutto il 54º reggimento Fanteria mentre sulla cresta furono destinati due battaglioni del 53º Fanteria.
Il 3 agosto, vengono conquistate due ridotte nemiche, e il giorno dopo l'azione italiana è sospesa a causa di un forte pioggia che rende il campo impraticabile e la visuale insufficiente. Nei giorni successivi però gli austriaci contrattaccano per riprendere le ridotte perdute, ma vengono respinti dai fanti della 9ª, 11ª e 12ª compagnia.

### Continua la lotta
Per tutto il mese di agosto, un susseguirsi di attacchi sconvolsero il pianoro di monte Piana, l'11 agosto, reparti italiani occupano il costone occidentale in parte in mano austriaca con ardite azioni degli alpini al comando del capitano Rota e del sottotenente Croce, e nel pomeriggio dello stesso giorno seguirono violenti contrattacchi di reparti bavaresi tutti respinti. La lotta è senza tregua, la notte gli austriaci lanciano bombe a mano e sparano fucilate in continuazione sulle linee italiane per non farle riposare, i giorni seguenti ci furono anche violenti attacchi che sfociarono in sanguinosi corpo a corpo, che il 15 agosto costarono agli austriaci più di 100 morti e 44 morti e 64 feriti per gli italiani.
Solo l'11 settembre gli italiani passarono ad un serio contrattacco, dopo che il 1º settembre gli austriaci conquistarono il costone orientale dal quale gli italiani martellavano il "sentiero dei pionieri" su cui transitavano i portatori nemici. I comandi italiani decidono per una manovra di aggiramento nel settore più elevato del versante orientale, oltre che proseguire gli attacchi lungo il versante occidentale e la val Popena, dove i reticolati sono però intatti. All'alba inizia l'azione delle artiglierie di piccolo e medio calibro contro le pendici settentrionali di monte Fumo, sul costone nord-ovest di monte Piana e contro monte Piano. Ma a causa della mal progettazione dell'attacco che incredibilmente si decise dovesse sfondare in uno dei punti meglio protetti del nemico, alle 19.30 l'azione venne sospesa.
Il giorno seguente il bombardamento italiano prosegue, vengono respinti dei contrattacchi austriaci atti a riprendere la trincea di val Popena, e l'avvolgimento delle postazioni nemiche non procede. Il 13 settembre continua il bombardamento italiano e una squadra di guastatori ritenta inutilmente il taglio del reticolato di monte Piano, ma il giorno seguente gli austriaci reagiscono attaccando su tutto il fronte, ma vengono respinti dall'artiglieria italiana.
Il 14 gli austriaci attaccano su tutto il fronte di val Popena bassa ma vengono respinti dall'artiglieria italiana che però lamenta 2 pezzi colpiti ed uno reso inservibile. Per giorni e giorni attacchi e contrattacchi si susseguono con ogni mezzi, l'ostinazione del comando italiano fa sì che per giorni pattuglie vengono spazzate via nel tentativo di passare i reticolati di monte Piano, solo il 26 settembre le operazioni terminano, quando il 9º battaglione desiste, dall'azione seppur spinto dai comandi di Brigata, che volevano continue e inutili ondate verso un obbiettivo inconquistabile.

### Lo stallo invernale
(Kaiserschütze Heinz von Lichem)
Le difficoltà climatiche invernali e la palese difficoltà di insediare postazioni sistemate più in alto, fecero tramontare l'idea di un'azione in grande stile su monte Piana, né su regioni limitrofe, le azioni sporadiche e le azioni di disturbo non si fermarono ma non ci furono più azioni italiane di grosso peso sul fronte del monte Piana. Entrambi gli schieramenti, ma soprattutto quello austriaco, pensarono a rinforzare le posizioni e ad adattarle al clima rigido dell'inverno, da parte austriaca venne messa in funzione la prima teleferica austriaca, e iniziati i lavori per la teleferica pesante da Landro, inoltre fu fornita l'energia elettrica agli impianti austriaci.
Anche da parte italiana fervono i lavori per l'ultimazione dei rifugi e delle postazioni avanzate in vista dell'inverno.
In dicembre il generale Nava fu sostituito con il generale Mario Nicolis di Robilant, ed entrambi gli schieramenti iniziano una nuova guerra, quella contro i rigori dell'inverno, i Landesschützen sistemano la linea elettrica per l'illuminazione delle baracche del pianoro nord e per l'utilizzo di un riflettore portatile. I primi di gennaio viene ultimata la teleferica pesante austriaca e alla guarnigione vengono inviati 3 lanciafiamme e 3 lanciamine. Ma a provocare morte non sono solo le armi da fuoco, ma anche le valanghe, come quella del 5 marzo che travolse 150 uomini austriaci, che per 17 ore cercarono i loro commilitoni, senza però incontrare alcun'azione offensiva dagli italiani che non spararono nemmeno un colpo.

## 1916

### Operazioni di primavera
Gli scontri tra le due fazioni ripresero il 1º aprile, con una serie di attacchi italiani per la conquista di quota 1979 di monte Fumo, il primo sferrato da un reparto di fanti verso le ore 08.00 del giorno stesso, che portò alla cattura di 33 austriaci, e l'occupazione della selletta a nord-est di monte Fumo, e la cresta di Costabella. Il botta e risposta di artiglierie nemiche si sussegue per giorni, il cocuzzolo in mano italiana è martellato senza sosta dai tiri nemici, per cui il comando italiano decide di attaccare la quota dalla quale gli austriaci martellano il presidio italiano. Sfortunatamente anche gli austriaci si prepararono ad un attacco teso a riconquistare la posizione di monte Fumo, lo scontro fu terribile, entrambi gli schieramenti non cedettero terreno, ma le perdite furono alte per entrambi, il 60% per gli austriaci e il 40% per gli italiani, e nonostante tutto il mattino dopo 350 austriaci proseguirono l'attacco riprendendo la posizione di Costabella che costò agli italiani 70 feriti e 140 dispersi.
Per tutto il resto della primavera i comandi italiani rinunciarono ad avanzare, ma continuarono a disturbare il transito di truppe e materiali austriaco, battendo continuamente le stazioni di Dobbiaco e di San Candido. Si decise di conseguenza di piazzare una sezione di obici da 305mm in posizione favorevole a martellare le postazioni nemiche. Il lavoro necessario richiese l'impegno di qualche centinaio di uomini per 3 mesi, ma nella seconda metà di maggio 1916 i primi colpi caddero su S.Candido.
Il 1916 vide un progressivo rafforzamento delle posizioni, soprattutto da parte austriaca che trasformarono l'intera sommità nord di Monte Piano in una rete di opere difensive, tra cui trincee coperte, cunicoli di collegamento, gallerie, caverne attrezzate per diverse funzioni, da camerate a cucine. Dal canto loro gli italiani, con forze maggiori ma con posizioni svantaggiate, proseguirono la lentissima avanzata sul pianoro settentrionale in mano nemica, riuscendo in agosto a conquistare il cosiddetto "fosso alpino".

### La lotta per la "Kuppe K"
Fin dai tempi dell'azione di avvolgimento, gli austriaci avevano occupato un posto sull'angolo nord-est del Fosso Alpino dal quale bersagliare le Forcellette, e lo avevano battezzato Kuppe K ("Punto K"). Temendo un'avanzata italiana sul pianoro settentrionale, gli austriaci compirono un massiccio attacco contro gli italiani, da estendersi anche alla Forcella dei Castrati al fine di distruggere completamente l'impianto offensivo italiano. L'attacco doveva essere condotto sfruttando il fattore sorpresa, per cui viene programmato senza supporto dell'artiglieria e con il favore delle tenebre. Le truppe penetrarono nelle trincee italiane che erano vuote, le distrussero e ritornarono indisturbate nelle posizioni di partenza.
Ai primi di agosto il comando austriaco ritiene però indispensabile il possesso della Forcella dei Castrati e della Kuppe K, viene quindi ordinato un nuovo attacco che ha successo. Si susseguono attacchi e contrattacchi, il 23 agosto un reparto della Brigata Umbria conquista la Kuppe K, ma due giorni dopo si registra un nuovo tentativo austriaco si conclude con la morte di 47 attaccanti su 51. La riconquista avviene ad opera di un contingente di altri 60 Kaiserschützen. I rinforzi austriaci non tardarono e permisero di trincerarsi in modo migliore, ma gli italiani non stettero a guardare, scavarono una galleria tra le vicine trincee e la Kuppe K, e di sorpresa, di notte, dopo un pesante bombardamento, un plotone italiano di Arditi riuscì a riprendere la posizione catturando l'intero presidio nemico.

### Lo stallo invernale
Gli italiani quindi pensarono a rinforzare nuovamente le posizioni, con nidi di mitragliatrici e bombarde lungo il margine roccioso che guarda la val Rinbianco. Anche gli austriaci provvidero a migliorare le loro posizioni, ma migliorarono anche i collegamenti con Landro, ma le azioni offensive non si placano. Il 17 ottobre l'artiglieria italiana scarica più di 1000 colpi sulla sommità settentrionale del monte Piana causando gravi perdite ed ingenti danni. Ma l'inverno è inesorabile, il 13 dicembre sul monte Piana si registrano 7 metri di neve e -42 °C, la morte bianca in questo periodo fece più vittime degli scontri a fuoco. In alcune giornate il cambio avveniva dopo soli 30 minuti per evitare il pericolo di congelamenti, e le azioni offensive passarono decisamente di secondo piano.

## 1917

### L'estate 1917

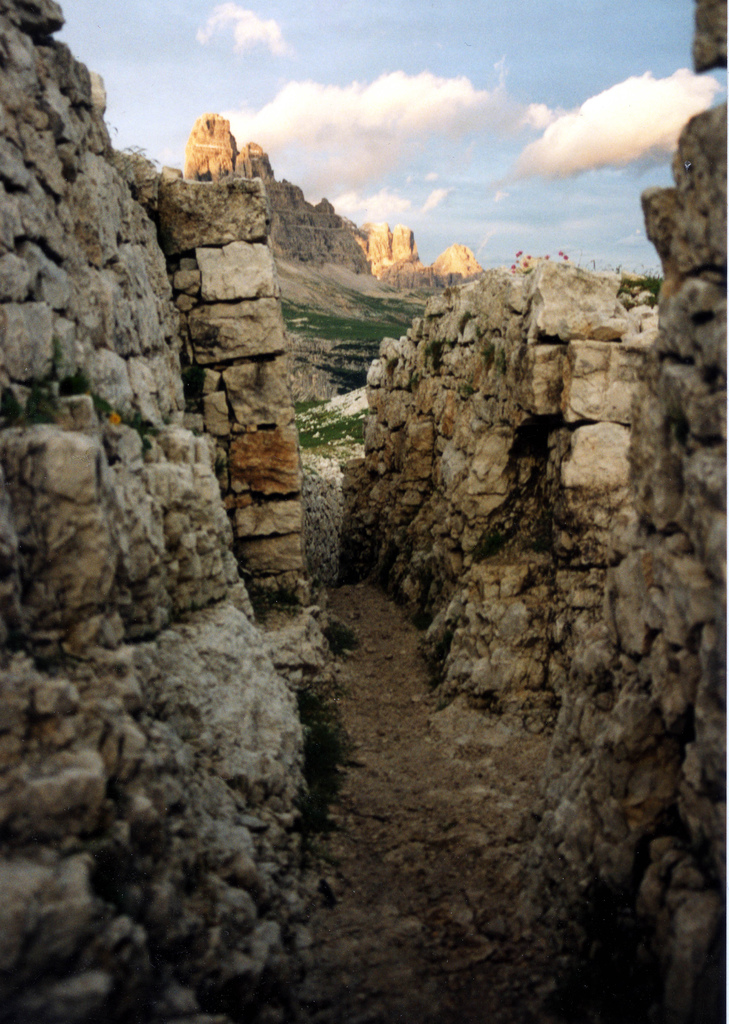
Trincee austriache con sullo sfondo le Tre cime di Lavaredo.

Per tutto l'inverno e l'autunno del 1917 non ci furono avvenimenti sostanziali, ma la guerra di logoramento proseguì il suo macabro rituale fatto di bombardamenti, scontri fra pattuglie, tentativi di infiltrazioni nemiche, ma in quell'inverno la tensione fu massima, da entrambe le parti si stavano scavando gallerie per le mine, le camere di mina, sia austro-ungarici che italiani lavoravano febbrilmente per scavare e allo stesso tempo capire dove stava lavorando il nemico.
Verso la primavera il comandante della 61ª Brigata da montagna austriaca, il colonnello Von Kramer, ritenne indispensabile la totale conquista della sommità meridionale, mentre il generale di divisione Von Steinhart fu scettico di fronte a una simile impresa. Il piano operativo proponeva come obiettivo, la realizzazione di una galleria per il collocamento di mine al di sotto delle postazioni italiane situate attorno alla piramide Carducci. I lavori si protrassero per tutta la primavera e l'estate, e quando la galleria stava per essere portata a termine venne l'ordine di interrompere i lavori in quanto gli austriaci si erano convinti che da parte italiana l'operazione mine fosse stata sospesa. In effetti così era.

### Il piano austriaco
L'attacco austriaco sferrato su Monte Piana il 22 ottobre 1917, nonostante venne condotto con estrema violenza, aveva solamente lo scopo di distrarre le truppe italiane dai grossi spostamenti tattici e a trattenere le riserve italiane nel Cadore; per non farle confluire verso l'altro grande attacco su vasta scala che sarebbe stato condotto a Caporetto.
Ai primi di settembre la situazione della guarnigione austriaca sul monte Piana stava peggiorando, gli italiani coperti sempre perfettamente dall'artiglieria, avanzavano cautamente ma inesorabilmente verso le postazioni nemiche, venne quindi approvata l'idea di una massiccia operazione (che coincidesse con la grande offensiva nell'alto Isonzo) indicata col nome in codice operazione Herbst.

### La battaglia finale del Monte Piana
Alle 6.00 del 21 ottobre 1917, iniziò un intenso fuoco di artiglieria che per 13 ore mise a ferro e fuoco le posizioni italiane. Il giorno dopo il 22 ottobre alle 5.00 del mattino, oltre un centinaio di pezzi d'artiglieria, bombarde e lanciamine concentrano il fuoco sulle postazioni italiane.Kaiserjäger in un primo tentativo uscirono dalle trincee cercando di superare i reticolati, che però non oltrepassarono per via delle mitragliatrici italiane, nonostante la risposta, le artiglierie austriache ricominciarono a martellare furiosamente le linee nemiche e alcune postazioni italiane caddero sotto il fuoco dei lanciafiamme dell'Alpenkorps tedesco. Quel giorno gli austriaci nell'azione annientarono 3 plotoni italiani,tra questi si distinse per esempio di grande valore e temerarietà il V Reparto d'assalto del Generale Robilant che fu inviato nei pressi di Misurina alle dipendenze del 54º Reggimento Fanteria della brigata Umbria. Quel giorno alle cinque di mattina, oltre un centinaio di pezzi austriaci concentravano il fuoco sulle posizioni italiane.I kaiserjäger austriaci uscirono dalle loro trincee sotto e con bombarde austriache e lancia mine continuavano la loro opera di conquista e distruzione così alcune posizioni italiane dovettero essere abbandonate. Nel tentativo di riconquistarle, i Comandi italiani decisero di utilizzare il plotone del V Reparto d’Assalto appartenente al corpo degli Arditi i quali con sprezzo del pericolo contrattaccarono di slancio nel tentativo disperato di arginare gli Austriaci. Sublime esempio di eroismo e amor patrio la (medaglia d'oro) Ruggero De Simone Tenente comandante del primo plotone d'assalto tra la pioggia di fuoco fu ferito da una scheggia di granata alla bocca ma continuando a mantenere il comando contro il devastante e incessante fuoco nemico incitava i suoi compagni all’assalto. Venuto a diretto contatto con i kaiserjäger nella lotta corpo a corpo fu ferito a un braccio poi a una gamba. Gli Austriaci allora in netta supremazia gli intimarono la resa ma come risposta ricevettero i colpi della sua pistola di ordinanza e il grido: «Viva l’Italia!». Ferito una terza volta e caduto ad una seconda intimazione di resa Austriaca rispose " no, Viva L'Italia". Colpito infine al cuore, morì  nello strenuo tentativo di difendere il suo Paese.
In quel giorno drammatico gli Austriaci conquistarono alcune trincee su cui si scaricarono i colpi dell'artiglieria italiana, provocando 93 morti e 84 feriti da parte austriaca e 3 morti ed 11 feriti nelle file tedesche.
Ogni 15 minuti il mortaio da 280 mm sul monte Tre Croci scaricava un colpo sulle posizioni austriache, i bagliori delle artiglierie non cessarono per tutta la notte del 22 ottobre, e alla 6.00 gli Arditi ed alcune compagnie di Alpini attaccarono di slancio riconquistando, come in un triste gioco, le posizioni appena perse. Quella del 22 ottobre fu l'ultima azione a Monte Piana, in quanto, come previsto dagli austriaci, il 3 novembre tutti i reparti italiani dovettero abbandonare le posizioni per dirigersi sul Piave, nell'ultimo disperato tentativo d'attacco austriaco.

## Esito

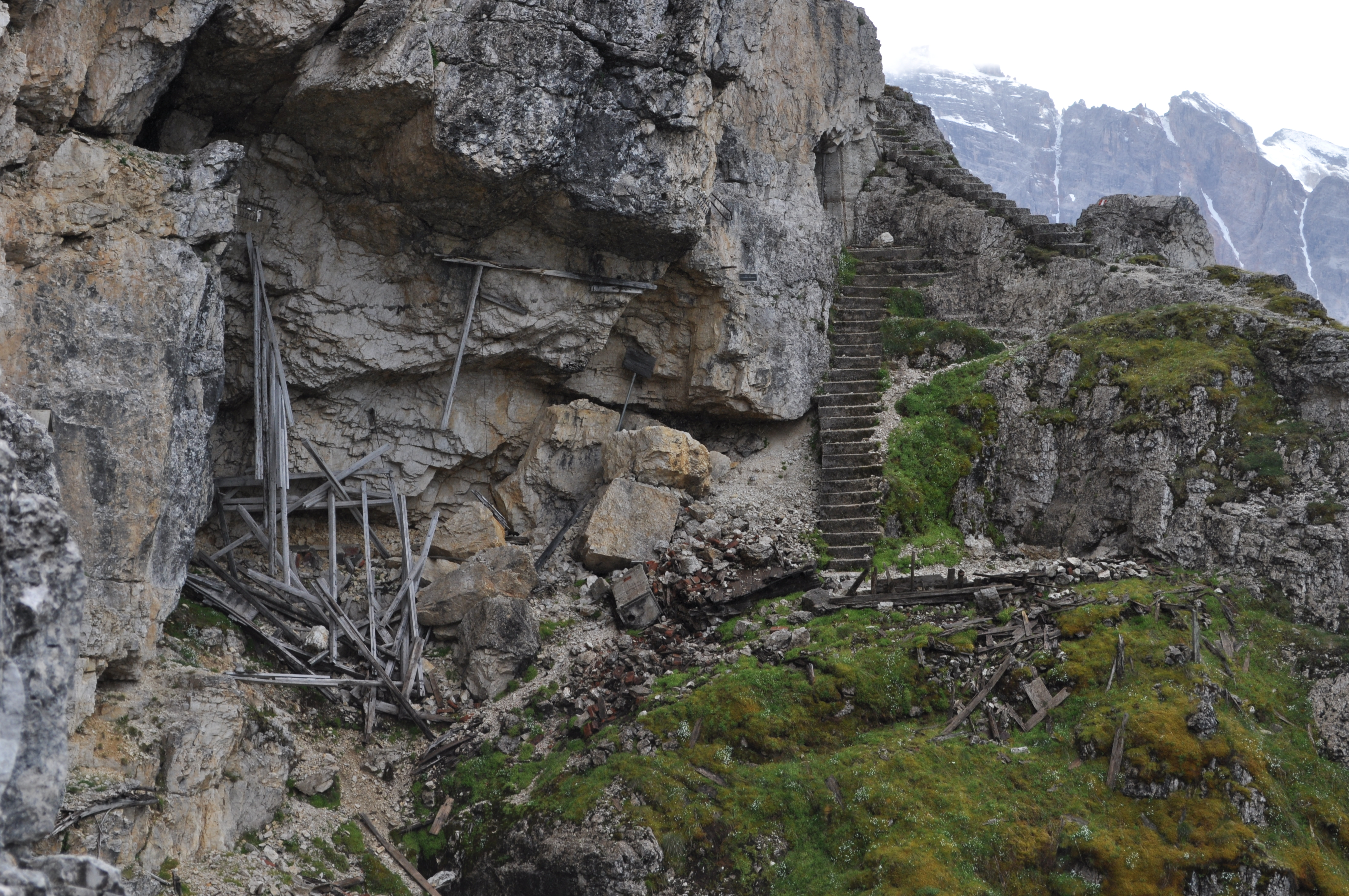
Resti di baraccamenti austriaci sulle pendici nord di Monte Piana

Alla resa dei conti i due anni di guerra su Monte Piana portarono sostanzialmente ad un nulla di fatto, i due contendenti per due lunghi anni si combatterono su un fazzoletto di terra, senza mai riuscire a sovvertire le forze nemiche. Da un lato vi erano gli austriaci con il notevole vantaggio di una posizione sopraelevata da cui contrastare efficacemente gli attacchi nemici, dall'altra parte gli italiani, fin dall'inizio del conflitto, superiori nell'armamento e nel numero, che non riuscirono mai, per la testardaggine comune nei comandi durante la prima guerra mondiale di attaccare ad oltranza e frontalmente, a conquistare e mantenere il possesso delle posizioni nemiche conquistate. D'altra parte, le dure condizioni climatiche che falcidiarono entrambi gli schieramenti e l'inusuale terreno di scontro, non facilitarono le cose; valanghe, freddo e incidenti lungo sentieri quasi impraticabili, fecero più vittime che gli scontri a fuoco, che per la verità, già dopo l'estate 1915 furono sporadici e spesso di breve durata.
Inoltre l'atteggiamento difensivo degli austriaci, già impegnati sul fronte orientale, favoriti dal territorio montano, permisero ai difensori di asserragliarsi per anni lungo tutto il fronte dolomitico senza mai cedere, anzi, questo atteggiamento permise agli austriaci di organizzarsi e sfondare le linee italiane in un'ultima grande offensiva a Caporetto il 24 ottobre, appena due giorni dopo l'ultima offensiva sul monte Piana.
In questo teatro di guerra si consumò una lunga guerra di logoramento i cui segni sono ancora ben visibili oggi in quel museo all'aperto che è monte Piana trincee, gallerie e reticolati sono tuttora visitabili, in uno degli ambienti più suggestivi di tutte le Dolomiti, grazie al lavoro dell'associazione "Amici delle Dolomiti" creata nel 1981 dal colonnello austriaco Walther Schaumann.

## Monte Piana oggi

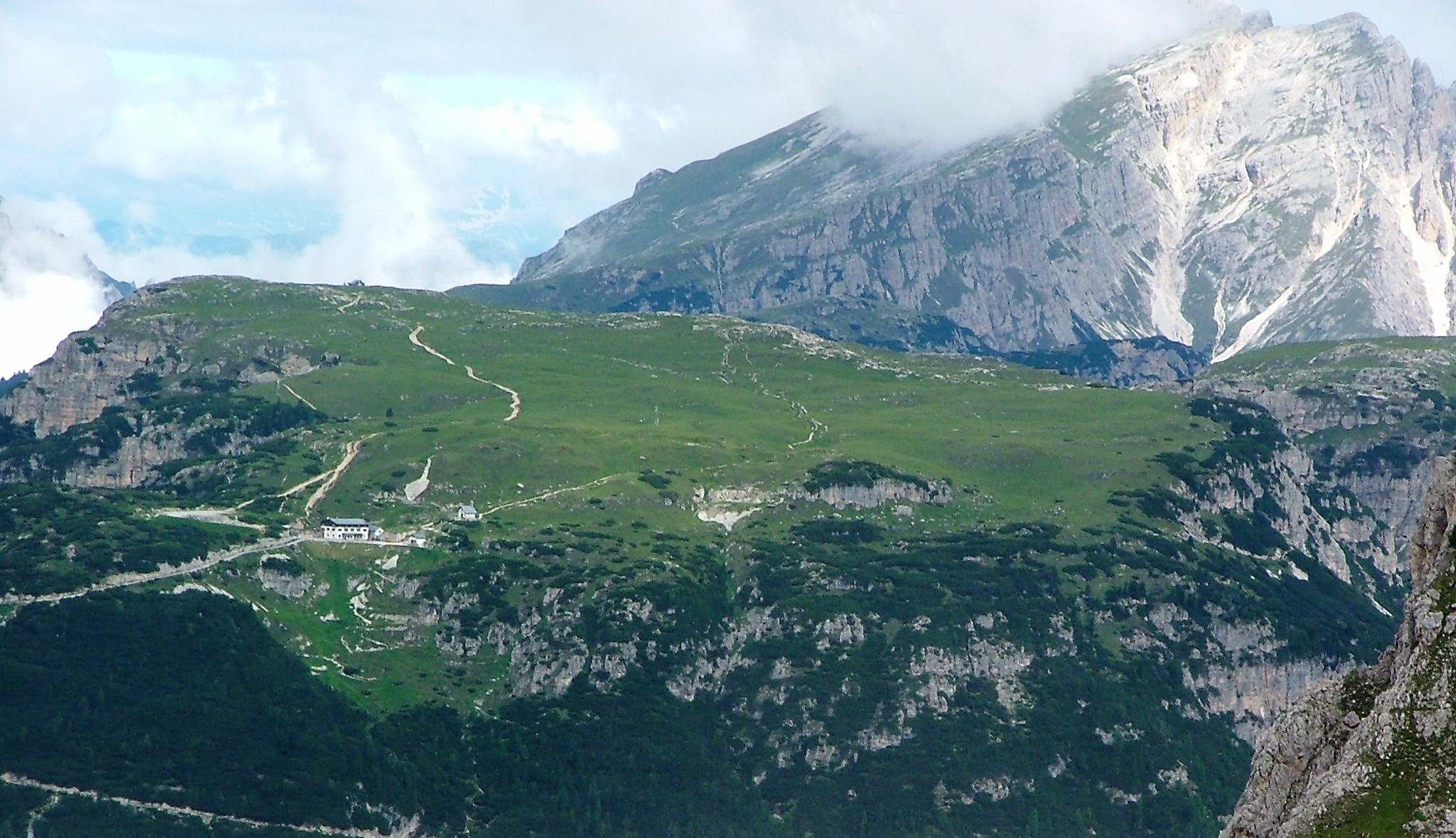
Vista della sommità di monte Piana con in primo piano, il rifugio Bosi.

Nel maggio 1915 il monte Piana era quello di sempre, un panorama mozzafiato, unico, un alto pianoro a metà strada tra le Valli di Landro e la maestosità delle Tre Cime di Lavaredo, che l'altezza, la povertà dei pascoli e l'assenza di acqua rendevano quel luogo solitario di scarso interesse pure per i boscaioli; rari i turisti che salivano da Misurina fino al monumento dedicato a Carducci, da dove la vista spazia su un'immensa cerchia di montagne. Una montagna anonima, piccola rispetto ai colossi che la circondavano, immersa nella tranquillità della montagna, neppure sfiorata dai turisti che più numerosi si recavano a Landro, allora grazioso villaggio adagiato sull'omonimo lago.
In nessun altro luogo di queste montagne si combatté tanto ferocemente (escluso col di Lana) e con esiti così sanguinosi come su monte Piana, dove le opposte linee si trincerarono a poche decine di metri di distanza. Ben presto il nome che le cronache di allora davano a monte Piana, tramutò molto rapidamente in "monte Pianto", questo fu il nome tristemente famoso che i giornalisti in visita alle retrovie di Misurina diedero di quel fazzoletto di fronte dolomitico.

### Nasce il Museo all'Aperto
Proprio per ricordare i tragici avvenimenti accaduti sulla sommità di questo monte, tra il 1977 e il 1981, su iniziativa del Colonnello austriaco Walther Schaumann, venne istituito il "Museo Storico all'aperto di Monte Piana" visitabile da tutti, gratuitamente. I lavori per la risistemazione della trincee fu effettuata dal gruppo "Amici delle Dolomiti" (Dolomitenfreunde) con la ricostruzione dei camminamenti, delle trincee, delle gallerie e delle scalinate dell'epoca. Ogni anno dal 1983 il lavoro di ripristino delle trincee viene effettuato durante i primi quindici giorni di agosto, dal lavoro della "Fondazione Monte Piana" e degli "Amici delle Dolomiti" (che per l'occasione hanno costituito il "Gruppo Volontari Amici del Piana").